# عملية غرانبي
عملية غرانبي كان الاسم الذي يطلق على العمليات العسكرية البريطانية خلال حرب الخليج الثانية عام 1991. تم نشر 53,462 جندي خلال النزاع. التكلفة الإجمالية للعمليات كانت 2.434 مليار جنيه استرليني (1992) حيث تم دفع 2.049 مليار جنيه استرليني من قبل دول أخرى مثل الكويت والمملكة العربية السعودية و200 مليون جنيه استرليني من المعدات فقدت أو شطبت.
عملية غرانبي أخذت مسماها من جون مانرز ماركيز غرانبي وهو قائد عسكري بريطاني في حرب السنوات السبع.
قائد قوات الخليج العربي المشتركة (مقرها في المملكة المتحدة في سلاح الجو الملكي في هاي ويكومب) كان قائد القوات الجوية المشير السير باتريك هايني من 1 أكتوبر 1990 حتى 31 مارس 1991 وقائد القوات الجوية المشير السير مايكل غرايدون من 31 مارس 1991. مستشاره السياسي كان أندرو بالمر. قائد القوات البريطانية في الشرق الأوسط والقائد الميداني (مقره في الرياض) كان في البداية نائب المشير الجوي أندرو ويلسون (سبتمبر وأكتوبر 1990) ثم السير الفريق بيتر دى لا بيللييري من 6 أكتوبر 1990 إلى مارس 1991 والقائد الجوي العميد إيان ماكفادين من مارس 1991.
قائد القوات الجوية البريطانية في الشرق الأوسط (في البداية شبه الجزيرة العربية) كان المشير الجوي أندرو ويلسون من أغسطس إلى 17 نوفمبر 1990. ثم المشير وليام راتن من 17 نوفمبر 1990.
ضابط البحرية البريطانية في الشرق الأوسط الأول كان النقيب البحري أنثوني ماك إوين من البحرية الملكية البريطانية حتى سبتمبر 1990 (على إتش إم إس نيويورك) ثم العميد بول هادوكس من سبتمبر إلى ديسمبر 1990. وأخيرا العميد البحري كريستوفر كريغ على إتش إم إس بريف وإتش إم إس لندن وكان في القيادة من 3 ديسمبر 1990 إلى مارس 1991.

## سلاح الجو الملكي

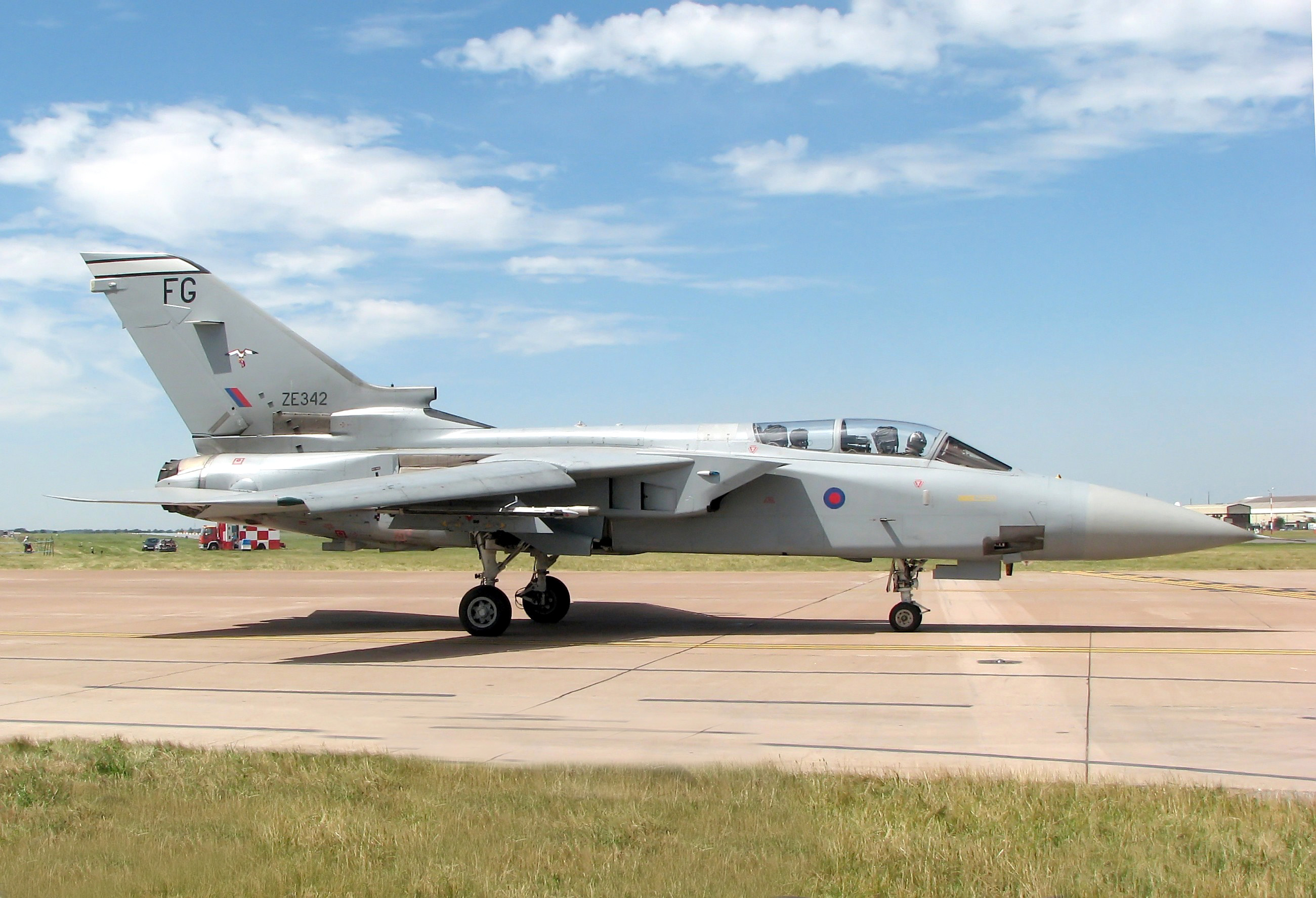
طائرات تورنادو إف 3 التي استخدمها سلاح الجو الملكي البريطاني في حرب الخليج الثانية.

في غضون 9 أيام من غزو الكويت في 2 أغسطس 1990 وصلت 12 طائرة اعتراضية من طراز بانافيا تورنادو إيه دي في من السرب الخامس والسرب التاسع والعشرين من سلاح الجو الملكي البريطاني كونينغسبي إلى المملكة العربية السعودية إلى جانب طائرات القوات الجوية الأمريكية. في وقت لاحق طائرات جاغوار من سلاح الجو الملكي كولتيشال وتورنادو نقلت من الخدمة في ألمانيا إلى مسرح الحرب. كما تم نشر طائرات بلاكبيرن بوكانير من سلاح الجو الملكي البريطاني لوسيموث من أجل تعيين الأهداف الأرضية بالليزر للتورنادو. كان لهذا الإجراء أثر في الحفاظ على ثقة الدول الصديقة والحد من إمكانية زيادة التوسع العراقي. عندما فرض حظر اقتصادي على العراق ساعدت هذه الطائرات أيضا على حفظه. تم توسيع قوة بانافيا تورنادو إيه دي في إلى 18 طائرة حيث استدعوها من القواعد البريطانية الثلاث في ليوتشارز وليمينغ وكونينغسبي مع 27 شخص لأطقم الطائرات و350 من الموظفين في المطار. كان يقع مقرها في قاعدة القوات الجوية الملكية السعودية في الظهران حيث قاموا بدوريات داخل مجموعة من أنظمة الرادار الأرضية العراقية. قبل إطلاق عملية تحرير الكويت حلقت أكثر من 2000 طلعة جوية. قامت طائرات لوكهيد سي-130 هيركوليز وفيكرز في سي 10 ولوكهيد إل-1011 تراي ستار بتزويد كل من القوات الجوية وغيرها بينما ساعدت طائرات هوكر سايدلي نمرود العمليات البحرية. في القواعد في تبوك والظهران والمحرق نشر سلاح الجو الملكي صواريخ رابيير كجزء من الدفاعات السطحية. في المجموع تم نشر حوالي 6,000 من أفراد سلاح الجو الملكي البريطاني في الخليج العربي.
اعتبر قادة القوات الجوية الملكية جنبا إلى جنب مع الشركاء الآخرين في التحالف أنه من الضروري منع القوات الجوية العراقية من القيام بالأعمال الحربية. من المؤكد أن هناك نحو 700 طائرة مقاتلة فضلا عن صواريخ سكود الباليستية والأسلحة الكيميائية لا يمكن تركها للمساعدة في دعم القوات البرية العراقية الراسخة الآن في المواقع على الحدود. بسبب مستوى الإمدادات القادمة من العراق إلى القوات في الكويت كان من المستحيل فصل الأهداف في الكويت عن الهجوم على العراق. قوات التحالف تفوق عدد القوات الجوية العراقية بنسبة 3 إلى 1.
الجزء الأول من الحملة الجوية في حرب الخليج الثانية كان موجها ضد القوات المسلحة العراقية. في وقت مبكر من 17 يناير حلقت طائرات تورنادو التابعة لسلاح الجو الملكي في العراق بدعم من ناقلة. كانت الأهداف الأولى هي القواعد الجوية العراقية التي تضم مجموعة متنوعة من أنظمة الدفاع والطائرات. تم تنسيق هذه الهجمات في الرياض من قبل المقر المشترك للتحالف مع قيادة راتن للقيادة البريطانية الآن حيث تم دمج الطائرات تقريبا في قوة تحالف واحدة. بالتالي فإن طائرات الدعم في الغارات يمكن أن تكون من أي قوة في التحالف. خلال 24 ساعة تم تشغيل مائة طلعة جوية. بعد سبعة أيام انتقل تركيز القوات الجوية الملكية مثل بقية القوات الجوية للتحالف إلى أهداف تتعلق بدعم القوات العراقية في الكويت. شمل ذلك مصفاة النفط والجسور الاستراتيجية على نهر الفرات. أثناء العمليات قتل المدنيون عندما فشلت أنظمة التوجيه المتطورة بشأن الأسلحة المستخدمة وأصيبت المباني القريبة من هذه الجسور (العديد منها في المناطق المأهولة بالسكان) بدلا من ذلك. على العموم العديد من الطيارين كانوا محبطين بسبب عدم وجود قتال.
في كل دور قتالي كان سلاح الجو الملكي في المرتبة الثانية للمشاركة في قوات التحالف من بعد القوات الجوية الأميركية ولكن قبل أعضاء آخرين في التحالف. من بين ما يقرب من 55 طائرة حليفة فقدت كانت ثمانية منها تورنادو وواحدة جاكوار وهذه الطائرات طارت ما مجموعه 2500 طلعات جوية. خسر خمسة من أفراد الطاقم الجوي في العمليات وثلاثة في الاستعدادات.

## الجيش البريطاني

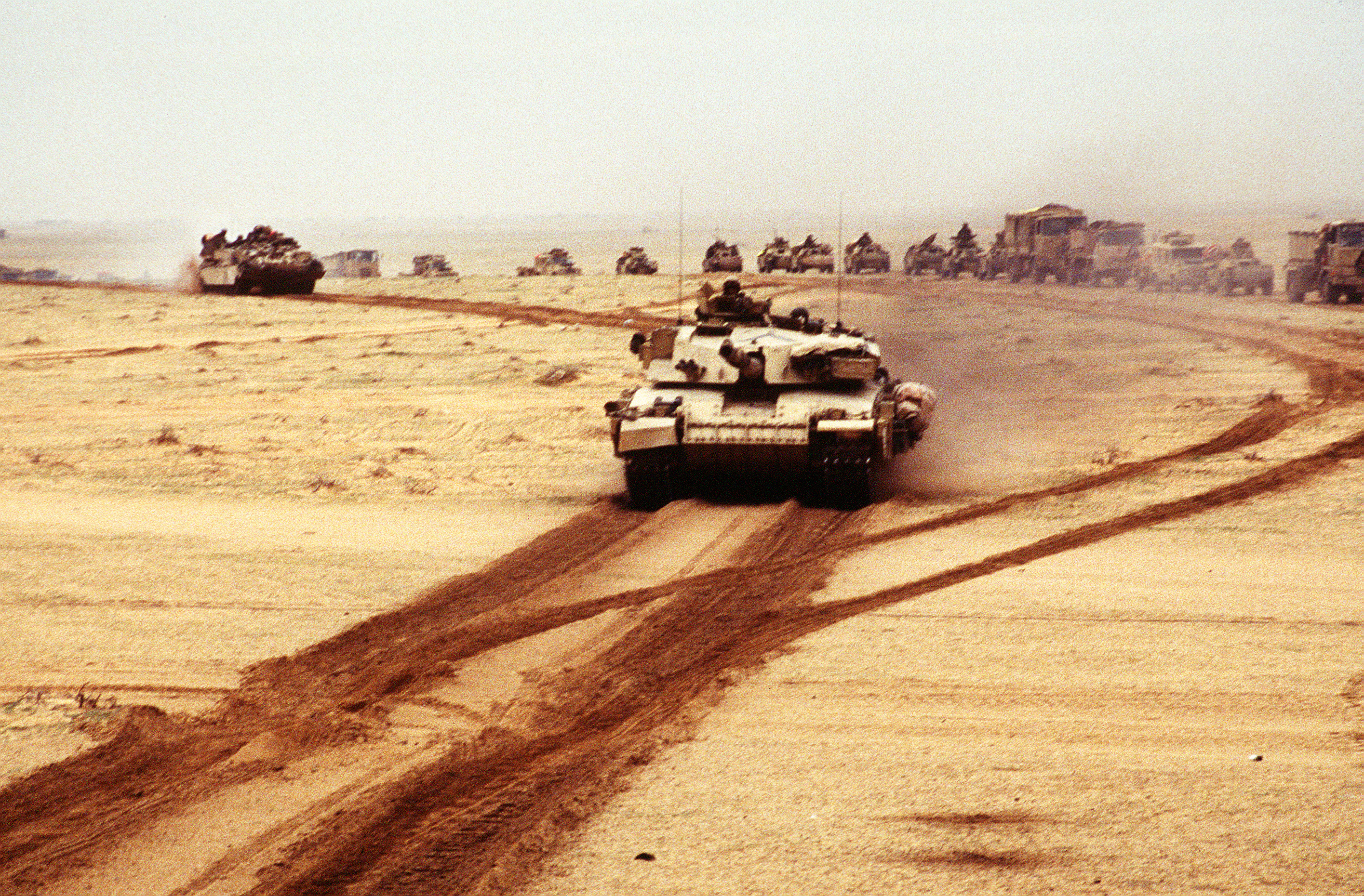
دبابة تشالنجر 1 خلال حرب الخليج الثانية.

خلال المرحلة الأرضية شاركت الفرقة المدرعة الأولى البريطانية في الخطاف الأيسر العملاق الذي أطاح بالقوات العراقية. شاركت في معركة نورفولك. دمرت دبابات تشالنجر 1 البريطانية ما يقرب من 300 سيارة عراقية بما في ذلك تحقيق أطول عملية قتل دبابة في الحرب على بعد 3 أميال. وقع حادث إطلاق نيران صديقة عندما هاجمت الطائرة الأميركية إيه-10 ثاندر بولت الثانية دبابتي إف في510 واريور بريطانيتين مما أسفر عن مقتل تسعة من موظفي الخدمة البريطانية.

## البحرية الملكية
قدمت البحرية الملكية مساهمة كبيرة في جهود الحلفاء في المراحل الأولى من الحرب. على وجه الخصوص كانت المروحيات البحرية ويستلاند لينكس المسؤولة عن تدمير ما يقرب من كامل البحرية العراقية. بالإضافة إلى ذلك قام الباحثون عن الألغام التابعون للبحرية الملكية بإزالة الألغام العراقية بالقرب من الساحل الكويتي مما سمح للبوارج الأمريكية ويسكونسن وميسوري بالتحرك بما فيه الكفاية لشن القصف المدمر ضد القوات البرية العراقية. اعترضت سفينة إتش إم إس غلوسستر صاروخا من نوع سيلك وورم عراقي على البوارج الأمريكية.